# 6750 Katgert
6750 Katgert eller 1078 T-1 är en asteroid i huvudbältet som upptäcktes den 24 mars 1971 av den nederländsk-amerikanske astronomen Tom Gehrels och det nederländska astronomparet Ingrid van Houten-Groeneveld och Cornelis Johannes van Houten vid Palomarobservatoriet. Den är uppkallad efter det nederländska astronomparet Peter Katgert och Jet Ketgert-Merkelijn.
Asteroiden har en diameter på ungefär 10 kilometer.